# Asociación Civil Deportivo Lara
La Asociación Civil Deportivo Lara és un club de futbol veneçolà de la ciutat de Cabudare.
Va ser fundat el 2 de juliol de 2009 amb el nom Club Deportivo Lara.
 Juga a l'estadi Metropolitano de Lara.

## Palmarès
- Lliga veneçolana de futbol:[4]
  - 2011-12

## Evolució de l'uniforme
| 2012-2013 | 2013-2015 | 2015-2017 | 2018- |  |